# 哈莱姆

哈林在紐約市之位置（橙色部分）

哈莱姆（英語：Harlem），又译哈萊姆，是位於美国纽约市曼哈顿的社区，原名來自一個荷蘭的村莊。曾经长期是20世纪美国黑人文化与商业中心，也是犯罪与贫困的主要中心，目前正在经历一场社会和经济复兴。1873年，哈莱姆区納入紐約市的部分。

## 位置與邊界
哈林位處美國曼哈頓北端，與布朗克斯接壤。在曼哈頓以中央公園為邊界。一般說來哈林在普遍看法，與官方劃定有點不同──後者看只要是黑人聚居的，周遭地區都是哈林範圍。

## 历史
在歐洲人到來以前，哈林居民都是一些美洲土著為主。十七世紀荷蘭人佔領今日曼哈頓地區，並把整個曼哈頓重新劃分，其中哈林就以荷蘭城市哈倫（荷兰语：Haarlem）來命名。後來英國人起兵，佔領了整個紐約市，包括哈林。
在美國剛立國時，哈林還只是一個村莊，並未像曼哈頓南端般被發展成商業區。後來鐵路的興建和其他道路網絡之改進，吸引了一些人投資購買哈林土地，以搏取升值。而輸水管等基礎設施也在此時興建。越來越多人居住於哈林，以求方便到曼哈頓上班。而有史以來黑人遷入之記載，則是1900年代之事。
隨著大蕭條和第二次世界大戰，紐約市產業空洞化使工作崗位有所減少，哈林犯罪和貧困率也隨之增加。直到1990年代紐約市長魯迪·朱利安尼大力撲滅，哈林治安才有所改善。

## 文化

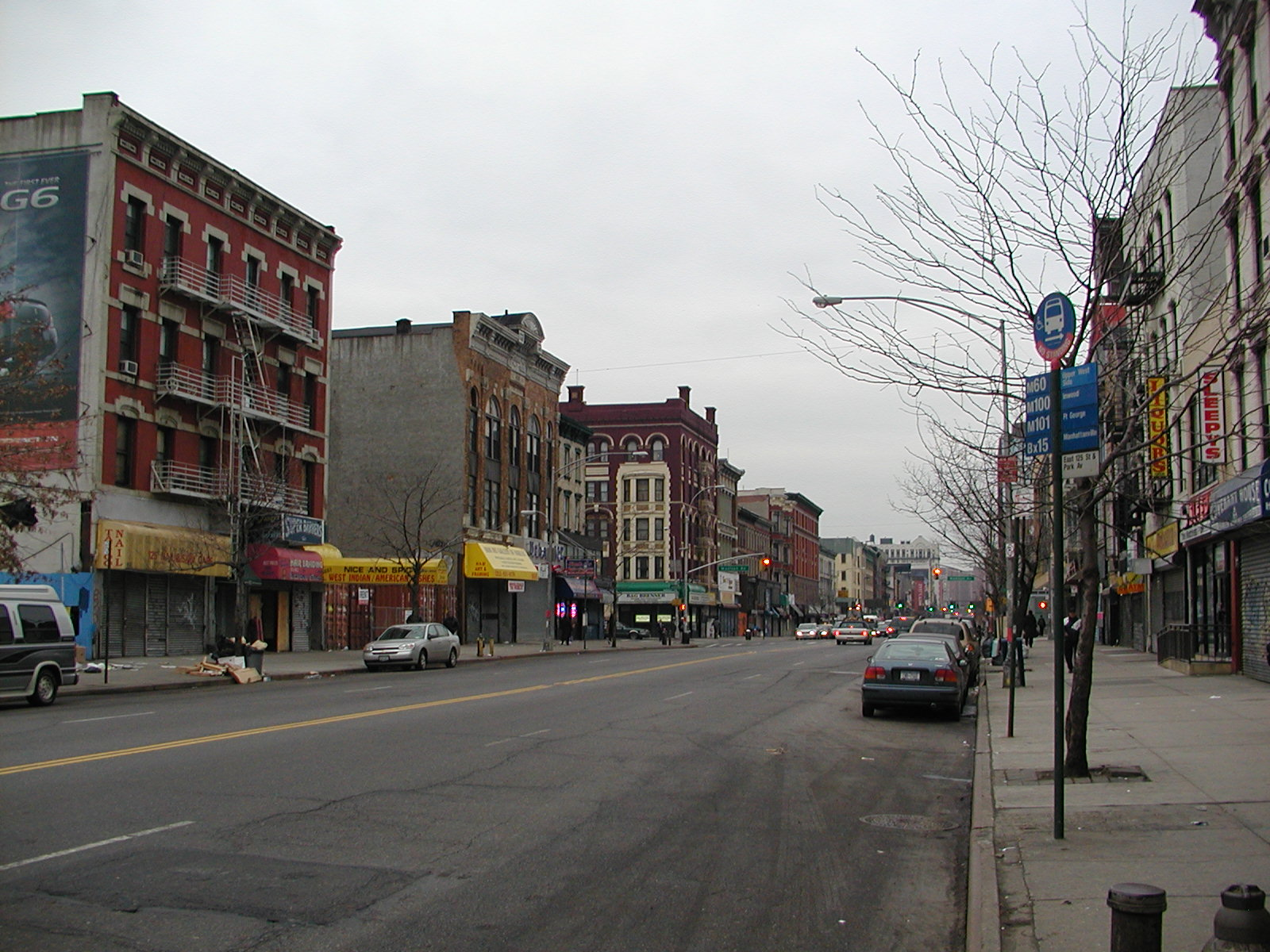
公园大道与麦迪逊大道之间的125街

在20和30年代，中和西哈林是哈萊姆文藝復興的中心點。這是美國黑人社會中史無前例的藝術勃發期。
哈林出了許多名音樂家和作家，此外社區裡還有眾多戲劇公司及劇場。其中最出名的便是阿波羅劇院。阿波羅劇院於1934年1月26日開幕於125街，此前是個舞廳。 位於雷諾克斯大街的Savoy舞廳，是著名的搖擺舞場地，並是爵士名曲“ Stompin' at the Savoy”的靈感來源。在20和30年代，哈林有超過125個營業中的娛樂場所，包括地下酒吧、咖啡館、西餐廳、牛排館、歌舞廳和交誼廳。 第133街，又名“搖擺街”，在禁酒時代以爵士表演與地下酒吧聞名，並因為在大街上常見的“跨種族交融”而被稱為叢林巷 。 一些爵士場館，包括因艾靈頓公爵表演而出名的Cotton Club，都僅限白人入場。其他的包括萬麗宴會廳和薩沃伊宴會廳是不分種族開放的。
1936年，奧森·威爾斯改編的馬克白在哈林的拉斐特劇院開演。此齣莎士比亞劇全由黑人出演。 許多19世紀末和20世紀初的大劇院被拆除或改建成教堂。直至2006年哈林缺乏任何永久性的表演空間。
James Baldwin的短篇小说《桑尼的布鲁斯》讲的就是一对来自哈林的黑人兄弟的故事
哈林也是美國最大的非洲裔節遊行慶祝的所在。
許多著名嘻哈音樂家亦出身哈林，如吐派克·夏庫爾，A$AP Rocky，尚恩·庫姆斯和阿澤莉亞·班克斯。哈林也是許多流行嘻哈舞蹈的發源地。
哈林目前正在經歷一個美食新餐飲的復興。

## 宗教
哈林有約四百家基督教教堂，分別屬衛理宗、浸信會、聖公會、羅馬天主教等等。大多教堂都是小型教會，往往都是在一個狹小的空間聚會，成員不超過50人。但是區內也有一些少數的例子，甚至擁有物業資產。
哈林的清真寺包括了馬爾科姆·沙巴茲清真寺、伊斯兰兄弟會清真寺（the Mosque of Islamic Brotherhood），和阿克薩清真寺（Masjid Aqsa Salam）。

## 犯罪
自1940年起統計數字顯示，哈林每年發生約100宗謀殺案，但強姦案則較罕見。在1950年代，幾乎所有白人已搬離了哈林；到1960年代，一些生活有所改進的黑人也不再居於哈林。與此同時哈林居民吸毒的比率，比紐約市其他區域高約10-12倍，在全市30,000名吸毒者中，有15,000-20,000人是哈林居民。而在1953年至1962年間，哈林青少年犯罪比率，比全市還高出50%。

## 交通
哈林有地鐵連接至紐約其他區域。大都会北方铁路设有哈莱姆-125街站。
- ：125街車站 (IND第八大道線)
- ：125街車站 (IRT百老匯-第七大道線)
- ：125街車站 (IRT萊諾克斯大道線)
- ：125街車站 (IRT萊辛頓大道線)

## 地标
- 125街
- 115街高架橋
- 紐約市立學院
- 阿比西尼亞浸信會堂
- 中央公園北端
- 格拉咸法院
- 舒堪堡黑人文化研究中心
- 哈林藝術學院
- 哈林兒童區
- 胡珀噴泉
- 特利莎酒店
- 紐約市博物館
- 洛克公園

## 有关影視作品
- 《天生不是寶貝》
- 《盧克·凱奇 (電視劇)》
- 《哈林区的阿克塞尔（动画）》